# Lil Loaded
Dashawn Maurice Robertson (San Bernardino, California, 1 de agosto de 2000-Dallas, Texas; 31 de mayo de 2021), conocido por su nombre artístico Lil Loaded, fue un rapero estadounidense originario de Dallas. Se hizo conocido a mediados de 2019 después de que su canción «6locc 6a6y» se volviera un éxito viral.

## Carrera profesional
Robertson comenzó a dedicarse a rapear a fines de 2018. Su primera canción fue «B.O.S.», un cover de la canción de YNW Melly «Butter Pecan». Adquirió la fama en 2019 cuando el youtuber Tommy Craze incluyó su canción «6locc 6a6y» en un video de reacción en el que miró videoclips de YouTube con ninguna visita. «6locc 6a6y» obtuvo la certificación de oro en mayo de 2021, momento en el que recibió más de 28 millones de visitas en YouTube. Robertson posteriormente publicó «Gang Unit», que había obtenido más de 39 millones de visitas en YouTube para mayo de 2021. 
Robertson posteriormente firmó un contrato con Epic Records. Publicó su mixtape 6locc 6a6y en 2019, y su mixtape Criptape y su álbum de estudio debut A Demon In 6lue en 2020.

## Asuntos legales
El 25 de octubre de 2020, Robertson presuntamente disparó y mató a un amigo, Khalil Walker, de 18 años, mientras estaba grabando un videoclip. Robertson quedó en manos de la policía el 9 de noviembre de 2020, luego de que se diera una orden de arresto. Fue acusado formalmente de un cargo menor de homicidio preterintencional en relación con el incidente ocurrido en febrero de 2021.

## Vida personal y fallecimiento
Robertson nació en San Bernardino, California, pero creció en Dallas, Texas. Robertson falleció, aparentemente por suicidarse por un disparo en la cabeza, el 31 de mayo de 2021, a los 20 años de edad.

## Discografía

### Álbumes de estudio
| Título          | Detalles del álbum                                                                               | Posiciones en listas |
| Título          | Detalles del álbum                                                                               | US Heat.             |
| --------------- | ------------------------------------------------------------------------------------------------ | -------------------- |
| A Demon in 6lue | - Publicación: 9 de octubre de 2020 - Discográfica: Epic - Formatos: descarga digital, streaming | 19                   |

### Mixtapes
| Título   | Detalles                                                                                            |
| -------- | --------------------------------------------------------------------------------------------------- |
| B.O.S    | - Publicación: 6 de diciembre de 2019 - Discográfica: Epic - Formatos: descarga digital, streaming  |
| Criptape | - Publicación: 11 de diciembre de 2020 - Discográfica: Epic - Formatos: descarga digital, streaming |

### Sencillos
| Título                                     | Año  | Certificationes | Álbumes                      |
| ------------------------------------------ | ---- | --------------- | ---------------------------- |
| «6locc 6a6y» (solo o remix con NLE Choppa) | 2019 | - RIAA: Oro     | 6locc 6a6y y A Demon in 6lue |
| «Gang Unit» (solo o remix con YG)          | 2019 |                 | 6locc 6a6y y A Demon in 6lue |
| «While I'm Here» (con Polo G)              | 2020 |                 | A Demon in 6lue              |